# Byttneria petiolata
Byttneria petiolata är en malvaväxtart som beskrevs av C.L. Cristobal. Byttneria petiolata ingår i släktet Byttneria och familjen malvaväxter. Inga underarter finns listade i Catalogue of Life.